# Pleurobema marshalli
Pleurobema marshalli är en musselart som beskrevs av Frierson 1927. Pleurobema marshalli ingår i släktet Pleurobema och familjen målarmusslor. IUCN kategoriserar arten globalt som akut hotad. Inga underarter finns listade i Catalogue of Life.